# Luis Alfredo Gómez Velásquez
Luis Alfredo Gómez Velásquez (Managua, 18 de septiembre de 1936) fue cofundador nicaragüense de la liga de béisbol en la "Esperanza y Reconstrucción". Luis Gómez, a diferencia de sus cofundadores quienes representaban otros equipos de béisbol, representaba a la Asociación Independiente de Anotadores (AIDA). Luis fue también director de la revista deportiva SCORE, cuyo período de operación fue desde 1980 hasta aproximadamente 1995. Luis Gómez Velásquez fue también conocido como "Teculve" y “Cuate Gómez”.

## Biografía
Nació en Managua, el 18 de septiembre de 1936 en un barrio aledaño a la Casa del Obrero. Su numerosa familia contaba con su padre Luis Alfredo Gómez Calderón, proveniente de Rivas, y su madre María Luisa Velásquez de Gómez, de Managua y sus cinco hermanos: Julio César, Rosario, Donald, Félix Armín y Gregorio Salvador. Le apodan "Teculve" debido a que en su época existió un jugador de béisbol llamado Kent Teculve de origen Italiano que había pertenecido a los Orioles de Baltimore y posteriormente jugó para un equipo de franquicia italiana; mientras participaba en un juego se presentó éste como espectador e invitado, llamó a Luis y le preguntó de dónde había aprendido ese lanzamiento que adormecía la pelota. Adicionalmente, le apodaron “Cuate Gómez”, apodo que se originó desde México, sobrellevando ese cartel desde entonces. 
Fallece en Managua, Nicaragua en agosto de 2018, en compañía de su hermana, otros familiares cercanos y personas que lo apreciaban por su carisma y espíritu jovial y respetuoso hacia los demás. Amante del béisbol, siempre guardó bellos recuerdos de su trabajo, de la época y de las personas con quienes compartió esta pasión.

## Educación
Estudió primaria en las escuelas República del Ecuador, República de Guatemala, Panamá y Costa Rica, en la secundaria estudió en el Instituto nocturno Miguel de Cervantes. Fue becado por el gobierno de los Estados Unidos, de Guatemala y Panamá para estudiar en la Universidad San Carlos de Boromeo en Guatemala donde estudió cartografía para estadísticas.

## Participación en el béisbol
Jugó béisbol en la liga mayor AA en Managua. Estando en Guatemala le confundían con un beisbolista que tenía problemas con la policía de Guatemala. Estuvo jugando en el Distrito Federal, México y se ganó el pase para integrarse al comité olímpico de ese país. Regresó a Nicaragua como anotador de béisbol que aprendió en México, donde se integró en el Comité Olímpico Nicaragüense (CON) como miembro.  
Salió varias veces de Nicaragua como asesor de la liga de béisbol profesional de Nicaragua. La liga la conformaban equipos como el Flor de Caña, Mets y otros. Entre 1956 a 1960, fecha en que ocurre la muerte de Pancho Pepe Prado –anotador destacado-, se destacaban otros valores en la anotación como Alonso Sándigo, Manuel García, Francisco Pinell, Ponciano Lombillo (cubano), a quien se le recuerda por la frase famosa:  “¿Que sabor querés pancho?”, mientras Lombillo hablaba de averages. También se recuerdan a grandes estrellas profesionales como Duncan Campbell, Silvio García Quant, Calvin Byron, Manuel Antonio Díaz (Copa Castillo), Joaquín Portobanco –hermano de Heberto y Lord Campbell, entre otros. 
En esa época el béisbol de Nicaragua gozaba de un tremendo prestigio en toda América Latina, después de Cuba. Se recuerdan en esa época al cabo Mejía, equipo profesional que le debe su nombre al militar, éste se fue con Somoza Debayle hasta Paraguay. En 1965 aproximadamente, regresó a Nicaragua a trabajar en programas de censos. Un señor de apellido Sibauste, catedrático de la universidad de San Carlos de Boromeo, quien le apoyó en el béisbol, en una ocasión le dijo: "Le tengo una noticia de gente poderosa económicamente, empresas fuertes, UCA, UNAN, Catastro, etc., que desean nombrarlo dirigente de la liga de béisbol de oficinistas", junto con el respaldo del Dr. Tomás Delaney –Matagalpino- con quien compartió en el equipo “Abogados”.   
Le nombran como dirigente después de que el comisionado de la liga era don Carlos Espinoza Alvarado (leonés) y comienza como anotador, asesor técnico y finalmente comisionado debido a la muerte de don Carlos. La liga de oficinista surge muchos años atrás con el tribunal de cuentas, por la inquietud de formar una liga para aglutinar a intelectuales, siendo la liga de oficinistas un poder por buenos peloteros y jóvenes. Al cargo de Comisionado lo postuló Tomas Delaney.  La postulación se hizo efectiva contra los deseos de Carlos García. En 1973 la gente que militaba en el béisbol eran jóvenes como Manuel Tejada (Tejadita), Jorge Ortiz, Noel Urcuyo, Roberto Ortiz Urbina (Cachería), Humberto Doña, Horacio Sequeira Gómez, Wicho Rivas del Ingenio San Antonio y otros.

## Vida laboral
En 1974 trabajó como cronista deportivo en La Prensa con Edgard A. Castillo (Koriko) y Horacio Ruiz., donde encontró su pasión por el béisbol técnico. Le incluyeron como encargado de la página deportiva “Semana” que la dirigía Horacio Ruiz. Cuando escribía para los medios de prensa, se involucró más a la intimidad del béisbol técnico, de lo que aprendió en México (anotación, compilación, reglamentación, administración, bases organizativas, técnicas para elaborar cuadros de juegos, etc.). Se agenció de varias personas que ya tenían experiencia en softball como Róger Uriarte Cuadra y Machado, quienes se apoyaron en sus carreras intelectuales para poner en practica sus conocimientos.  
Fundó la revista SCORE. Siempre simpatizó con los medios de prensa. Regresó de México con la inquietud de formar una asociación de anotadores. Para entonces fundó la AIDA (Asociación Independiente de Anotadores), además de trabajar con el CON. Carlos García gozaba de privilegios por ser Teniente en la Academia Militar de Nicaragua y miembro de la Guardia Nacional, en cambio Luis Alfredo era civil. Estas rivalidades llegaron a tal punto que García, como miembro del Comité Olímpico no le dio pase en las estructuras beisbolísticas de entonces.  
En 1973, recién sucedido el terremoto de Managua, se da la llamada guerra del béisbol, famosa porque la población de Nicaragua, que era eminentemente beisbolista, fue politizada y surge la Liga Esperanza y Reconstrucción por asuntos económicos y rivalidades entre los representantes de los equipos de primera división que eran y no miembros de la FENIBA. En ese encintes entonces, Gómez era empleado del Ministerio de Economía. Ante la rebelión de los representantes de equipos ante la FENIBA se formó la Liga Esperanza y Reconstrucción aglutinando a los mejores jueces, representantes de equipos, mánager, jugadores y hasta los mismos equipos, entre ellos el Flor de caña, León, Tiburones de Granada, San Fernando de Masaya, 5 Estrellas y UCA.    
Los inconformes con Carlos García y la FENIBA se pusieron de acuerdo y conformaron también la CONIBA (Corporación Nicaragüense de Béisbol Amateur), como respuesta a las expectativas de los aficionados nicaragüenses.  Entre los principales líderes de esta rebelión figuraron José Adán Aguerri (Chanito Aguerri), Tomas Delaney, Luis Rivas (Wicho Rivas), Coronel Aurelio Somarriba, Alfredo Abarca, Heberto Portobanco, Cesar Augusto y Carlos Reynaldo Lacayo con el trío del sur conformado por Granada, Masaya y Carazo (el GMC) quedándole a FENIBA solamente la franquicia de la Costa Atlántica.  Fue nombrado asesor técnico de la CONIBA y estuvo a cargo de todos los récords, anotación y compilación. 
En 1994 surge la figura de Ida Patricia Delaney  (Miss Nicaragua 1992 e hija del Dr, Tomàs Delaney –ministro de la Presidencia de Doña Violeta Barrios de Chamorro) como representante por Nicaragua ante las pequeñas ligas de Williamsport. Luis Alfredo fue postulado por Chanito Aguerri como Presidente Alterno de las pequeñas ligas de Williamsport. Viajó con Ida Patricia a Venezuela, Panamá y Centroamérica, no pudo viajar a Río de Janeiro debido a especulaciones emitidas en medios radiales por el entonces cronista deportivo Enrique Armas, quien expresó: “¿Luis Alfredo es asesor técnico o qué?” (insinuando que era él quien manejaba a los pequeños beisbolistas y no Ida Patricia, lo cual era correcto, ya que era el asesor de ella).    
Posteriormente se retiró de toda actividad beisbolística. En el año 2000, Pepe Ruiz, quien trabajó como narrador y cronista deportivo en Radio Corporación, entrevistó a Luis Alfredo en una radioemisora local, ya que conocía de su trayectoria. Luis Alfredo Gómez Velásquez es “toda una vida dedicada al béisbol”, título que fue externado por el Dr. Tomas Delaney, después de su larga trayectoria beisbolìstica de hasta 56 años. Actualmente se encuentra jubilado.